# Onukia onukii
Onukia onukii är en insektsart som beskrevs av Matsumura 1912. Onukia onukii ingår i släktet Onukia och familjen dvärgstritar. Inga underarter finns listade i Catalogue of Life.